# Лобачёв, Георгий Викторович
Лобачёв Георгий Викторович (1931—2001) — начальник участка шахты имени Ф. Э. Дзержинского ПО «Прокопьевскуголь», Герой Социалистического Труда (1981).

## Биография
В 1950 году семья Лобачёвых приехала в Прокопьевск из Барабинска. Первым на шахту им. Дзержинского устроился отец, а в 1951 году — сын Георгий. Начал работать люкогрузчиком, в течение нескольких лет освоил почти все горняцкие профессии, а остановился всё-таки на проходке. Отработав 16 лет он возглавил первую на шахте комсомольско-молодёжную бригаду проходчиков. С первых дней бригада громко заявила о себе, установив рекорд проходки, — 302 метра откаточного штрека за месяц. За это бригадир Лобачёв был награждён орденом Ленина. Продолжая работать, Георгий Викторович поступил в горный техникум. После его окончания возглавил участок № 8. Многие годы этот коллектив был маяком среди очистных участков.
В марте 1981 года «за выдающиеся производственные достижения, досрочное выполнение заданий 10-й пятилетки, проявленную трудовую доблесть» Георгию Викторовичу Лобачёву присвоено звание Героя Социалистического Труда.